# Шаповалов, Валерий Евгеньевич
Вале́рий Евге́ньевич Шапова́лов (14 августа 1950, Москва — 2 августа 2021, Москва) — советский и российский исполнитель песен, музыкант.

## Творческая биография
В 1965-м создал одну из первых московских рок-групп «Братья» (вместе с тремя своими родными братьями). В 1965 году создал бит-группу «Москвичи». С этих пор выступал в баре «Времена года» ЦПКиО им. Горького..
С 1968 года работал в Москонцерте с различными солистами — Мария Лукач, Иван Суржиков, и другими, в качестве гитариста, бас-гитариста, ударника.
В 1975 году — солист группы «Братья Шаповаловы», «Мозаика».
С 1976 по 1983 год его группа «Москвичи» выступала в комплексе «Орлёнок»[где?] перед иностранными туристами.
В 1983 году начинает писать собственные песни, работает в Росконцерте в качестве автора-исполнителя с гитарой и губной гармоникой, группах «Пламя» и «Верные друзья».
В 1985 году выпустил магнитоальбом «Челнок», а годом позже — «Бесконечность», «Эники-Беники».
В 1986 году «Мелодия» выпустила его первый диск-миньон «По вашим письмам». В том же году состоялось его «скандальное» выступление на фестивале «Рок-панорама-86».
В 1987 году вышел магнитоальбом «Рок-лаборатория», а фирма «Мелодия» выпустила первый диск-гигант «Звёздный свет».
В 1988 году создал группу «Лимонадный Джо» (по названию известного чехословацкого фильма 1964 года с тем же названием). Во время выступления в Москве американской суперзвезды кантри-музыки Роя Кларка он организовал его выступление в Московском клубе кантри-музыки. Его совместное выступление с Роем Кларком вошло в документальный фильм о гастролях Кларка в СССР и было показано по многим каналам телевидения США.
В 1989 году записал песню «Стой, кто идёт?!», которая в течение нескольких месяцев занимает первое место в списках популярности московских хит-парадов. «Мелодия» выпускает второй диск-гигант с тем же названием — пластинка выпущена в 1990-1991 годах на разных заводах суммарным тиражом более 120 тысяч экземпляров.
С 1986 по 1990 годы «Мелодия» выпустила более десяти пластинок с его песнями.
В 1994 году Валерий Шаповалов написал «Гимн Партии любителей пива» и с успехом его исполнил на агитационном концерте в ГЦКЗ «Россия».
В 1999 году выпустил CD «Туда нельзя!!!» к десятилетнему юбилею песни «Стой, кто идёт?!»
В октябре 2006 года концерн Союз выпустил CD «Valerock/Лимонадный Джо»: «RED SONGS of Russian Revolution» — «Мелодии Революции», инструментальные сёрф-рок-аранжировки Шаповаловым песен времен Революции и Гражданской войны в России.
В августе 2007 года вышел сборник MP3 «Легендарные песни MP3 Jam collection». Среди песен — «Лимонадный Джо»: «Стой, кто идёт!?» и «Уха-уха-ха!»
29 сентября 2007 года «Союз» выпустил CD-сборник российских исполнителей инструментального сёрф-рока «Riding the Snowy Wave» («Катаясь на снежной волне»). Среди аудиотреков: «Valerock/Лимонадный Джо» — «Молодёжная», аранжировка Шаповаловым темы песни из фильма «Волга, Волга».
30 ноября 2007 года «Союз» выпустил CD «Valerock/Лимонадный Джо»: «Nostalgia», 13 аудиотреков авторской инструментальной музыки в стиле сёрф-рок, записанных Шаповаловым еще в 1997 году.
Ушел из жизни 2 августа 2021 года от осложнений, вызванных коронавирусной инфекцией.

## Дискография
- 1985 — Челнок
- 1986 — Бесконечность
- 1986 — Рок-лаборатория
- 1986 — Эники-Беники
- 1987 — Звёздный свет
- 1989 — Стой, кто идёт[5] («Лимонадный Джо»)
- 1990 — Лучшее («Лимонадный Джо»)
- 2006 — Red Songs of Russian Revolution[6] («Лимонадный Джо»)
- 2007 — Nostalgia[7] («Лимонадный Джо»)